# 1921年のメジャーリーグベースボール
以下は、メジャーリーグベースボール（MLB）における1921年のできごとを記す。
1921年4月13日に開幕し10月13日に全日程を終え、ナショナルリーグはニューヨーク・ジャイアンツが4年ぶり9度目の優勝で、アメリカンリーグはニューヨーク・ヤンキースがアメリカン・リーグに加盟以来初の優勝を飾った。
ワールドシリーズはニューヨーク・ジャイアンツがニューヨーク・ヤンキースを5勝3敗で制し、1905年以来16年ぶりに2度目のシリーズ制覇であった。
1920年のメジャーリーグベースボール - 1921年のメジャーリーグベースボール - 1922年のメジャーリーグベースボール

## できごと
アメリカン・リーグでは、ヤンキースがベーブ・ルースが本塁打記録を伸ばし59本で4年連続本塁打王となり、投手では前年チャップマンを死なせたカール・メイズが27勝、ウェイト・ホイトが19勝、ショーキーが18勝した。
一方ナショナル・リーグではジャイアンツがフランキー・フリッシュやジョージ・ケリーなど3割打者を6人揃え、エースのアート・ネフが20勝した。
同じニューヨークをフランチャイズとしているため後に地下鉄シリーズとも呼ばれたが、ヤンキースタジアムが完成するのは2年後で、それまでヤンキースはジャイアンツの本拠地ポロ・グラウンズを使っていたため、ワールドシリーズは全試合をポロ・グラウンズで開催された。ジョン・マグロー監督はベーブ・ルース対策として四球攻めを行い、これにルースは調子を狂わされて、本塁打はわずか1本で、後半では故障して欠場するなど精彩を欠き、ジャイアンツがヤンキースを破った。
- ハリー・ハイルマン
  - アメリカンリーグの首位打者はデトロイト・タイガースの外野手ハリー・ハイルマン が打率.394で獲得し最多安打も記録した。タイ・カッブのチームメイトで3・4番を打ち、1918年から1930年まで13年連続3割を打った。その間に1921年から1年おきに4度首位打者となり、1923年には4割を打ち、1927年にも首位打者となりベーブ・ルースの三冠をことごとく阻止した。1930年にシンシナティ・レッズに移り、1932年に引退した。終身打率.342は右打者としては歴代3位で、また1925年にビジターでのシーズン安打134本のメジャーリーグ記録を残した。(1952年殿堂入り）
- ロジャース・ホーンスビー
  - 前年にナショナルリーグの首位打者・打点王を獲得したロジャース・ホーンスビーはこの年も打率.397で首位打者、打点126で打点王を獲得した。本塁打21本でジョージ・ケリーに2本及ばなかったが翌年この本塁打が倍増の42本に達し、三冠王となる。
- ジョージ・ケリー
  - ナショナルリーグの本塁打王はニューヨーク・ジャイアンツのジョージ・ケリーで、ルースの半分以下の23本であった。好守好打の一塁手だが二塁・三塁・外野もこなせる選手で、1923年に3イニング連続本塁打、1924年に6試合連続7本塁打を打っている。1915年から引退する1932年までにジャイアンツ、パイレーツ、レッズ、カブス、ドジャースで活躍した。通算打率.297。（1973年殿堂入り）

### 無罪判決と永久追放
1919年のワールドシリーズでの八百長疑惑について、前年秋に法廷に持ち込まれたが、これに反発したメジャーリーグ12球団のオーナーが野球界の問題は野球界で解決するとしてケネソー・マウンテン・ランディス判事に要請し、判事はこれを受け入れて前年12月にナショナルコミッションのトップに就任することが決まった。しかしランディスは就任依頼を承諾する前に条件を付けた。それは①自分を野球機構で唯一無二の存在であること。②実際に無限の権力を自分に委ねること、③自分の決定を覆す権利をリーグ会長も球団オーナーも与えないこと、であった。ランディスを推薦した12球団のオーナーは野球に対する信頼を回復するためには如何なる譲歩も辞さぬ覚悟でいたためこの条件を全てのみ、1月12日にケネソー・マウンテン・ランディス判事を初代コミッショナーに推戴した。
そして起訴されたシカゴ・ホワイトソックスの8人について、それまでに大陪審での供述で八百長行為を認める証言をしていたが、1921年8月2日にシカゴ高等裁判所は被告らに無罪の判決を下した。八百長の立証が難しく、この審理でも検察側の証拠が不十分とされ、真相の究明に限界があることが明らかになった。しかしランディス・コミッショナーはその翌日8月3日に次のような声明を出した。
・・・陪審員の評決に関わりなく、八百長を働く選手、八百長を請け負う選手、不正な選手、ギャンブラーが八百長を話し合う会合に出席しながら直ちにその事実を球団に報告しない選手は二度とプロ野球でプレーすることはできない。・・・・
こうしてホワイトソックスの8人の選手は無罪判決を受けながら永久追放となり、失意のうちに球界を去った。追放処分となった選手は以下の通りである。
- シューレス・ジョー・ジャクソン（外野手）
- エディ・シーコット（投手）
- レフティ・ウィリアムズ（投手）
- チック・ガンディル（一塁手）
- フレッド・マクマリン（内野手）
- スウィード・リスバーグ（遊撃手）
- ハッピー・フェルシュ（中堅手）
- バック・ウィーバー（三塁手）

主犯格はチック・ガンディル一塁手で彼は1万5000ドルを受け取り、他の選手にも1万ドル以下の金を渡していた(大半は5000ドル以下であったという)。シューレス・ジョー・ジャクソンはお金は受け取ったが試合で敗退行為はしていないと証言し、実際彼のシリーズの打率は.375であった。この事件の背景にはシカゴ・ホワイトソックスのオーナーであるチャールズ・コミスキーの球団運営に問題があり、余りに吝嗇なやり方に問題があった。選手の年俸も抑えられて、ジャクソンは6000ドルに抑えられて、当時一流選手は1万ドルの年俸が珍しく無かった時代である。しかも球団の財政が赤字であればともかく、本拠地コミスキーパークに年間60万人を集めて16球団の中で高収益を得ていたにもかかわらず、であった。こうした冷遇にチック・ガンディル一塁手が反発してボストンの賭博師に八百長を持ちかけたことがブラックソックス事件の発端であった。哀れだったのはバック・ウィーバー三塁手で、彼は会合には出ても金は受け取っていないのだがランディスは報告義務を怠ったことで厳罰に処した。後に彼は何度も復帰を請願したがランディスは認めなかった。

### ベーブ・ルースの出場停止処分
ブラックソックス事件での永久追放の決定は結果としてアメリカの野球に威信を回復させたが、ランディス判事の評価も一気に不動のものとなった。そしてそのコミッショナーの権威をさらに強く印象づけた事件がブラックスソックス事件が決着した直後に起こった。この年のワールドシリーズ終了後に大リーグ選抜チームで世界一周旅行が計画されて、当然ジャイアンツやヤンキースの選手たちもそのメンバーに予定されていた。しかし野球憲章にその年のワールドシリーズに出場したチームの選手はシリーズ終了後にポストシーズンゲームへの参加を禁止する条項があり、例外としてコミッショナーが許可した場合は可能とするものであった。ランディス判事はワールドシリーズに参加したジャイアンツとヤンキースの選手の参加を認めず、ベーブ・ルースにも直接電話で参加できない旨の連絡をしたが、ルースは納得せず拒否したため、ランディス判事は翌年のシーズン開始後40日間の出場停止処分をヤンキースから参加しようとした3人の選手に課した。これにヤンキースのオーナーは激しく抗議したがランデイスは自説を曲げることは無かった。この世界旅行は結局中止となったが翌年ヤンキースは主力選手3人を欠いたままペナントレースに臨まざるを得なくなった。そしてベーブ・ルースは打撃タイトルを逃し、4年連続で獲得した本塁打王も手放すこととなった。

### ファーム制度の確立
1917年にセントルイス・カージナルスのゼネラルマネージャーになったブランチ・リッキーは、この年2月にマイナーリーグのインターナショナル・リーグに所属するシラキューズ球団を買収してカージナルスの傘下に収めた。ほぼ同時期に他のリーグのフォートスミス球団、ヒューストン球団も買収した。それまではマイナーリーグから選手を自由競争で獲得してきたが経費が増大し、またそれほど財政が豊かでないカージナルスにとっては欲しい選手を高い金額で他球団に取られていくことが多く、そこでマイナーリーグのチームの経営に直接参加して独占的にカージナルスに買い上げる方式に変更し、そして総合的なファーム制度を球団として確立して若い選手の才能を伸ばすことにした。これは自分の支配下に置いたマイナーリーグの球団に所属する将来の有望株と目される選手を効果的及び効率的にメジャーリーグに引き上げ選別する制度であった。
この新しい方式(ファームシステム)はやがて成果が表れて、1926年にチーム創設以来39シーズン目で初優勝し、以後6年間に4度リーグ優勝を果たした。このファームシステムはやがて各球団が競って取り入れ、マイナーリーグはメジャーリーガーの温床として俄然注目を集めるようになった。しかしランディス判事は反対してリッキーを悩ますこととなった。

### ラジオ実況中継
この年のポロ・グラウンズで開催されたヤンキース対ジャイアンツのワールドシリーズの試合は、初めてラジオの実況中継で全米の電波の乗った。ジョン・マグローらオーナー達は球場に来る観客が減ってしまうとして反対したが、初代コミッショナーとなったランディス判事がそれを押し切った。結果は逆に野球ファンの層を広げることとなった。正確には、この年8月5日にピッツバーグのラジオ局KDKA局がメジャーリーグの試合を放送していたが、実験的なものであった。これはラジオ局にアナウンサーがいて電信で送られてくるモールス信号を読み取って1球ごとに詳しい試合経過をマイクに向かって再現する方式であった。そして2ヵ月後の10月5日のワールドシリーズ第1戦でニュージャージー州ニューアークの放送局WJZとマサチューセッツ州スプリングフィールドの放送局WBZが加わって、モールス信号で1球ごとに送られてくる詳しい試合経過を伝えるアナウンサーとともに、当時の有名なスポーツコラムニストが横にいて実況中継を行った。これが史上初の野球中継であった。
やがて、その中から花形アナウンサーも生まれた。NBC放送は元バリトン歌手のグラハム・マクナミー（マクナミン）を起用し、その美声とダンディーな物腰、回転の速い頭脳でファンを痺れさせ、魅了した。彼のもとには贈り物が絶えず、放送の中で感謝の言葉を述べるとまた贈り物が増える始末であった。その後も球団が専属のアナウンサーを置き、地元のラジオ局のスタジオに野球の試合を唄うように実況して、或いは機関銃のように解説する男性がいて、カタカタと送られてくる電信をもとに試合を再現する放送形式が一般化した。
後の第40代米国大統領ロナルド・レーガンは1932年に大学を卒業後にシカゴ・カブスの専属アナウンサーとなり、アイオワ州の地方局のスタジオからシカゴ・カブスの試合を実況して、球場から送られてくる電信を見ながら、あらかじめ録音しておいた打球音やファンの歓声を効果音として使い、試合を再現して「ピッチャーはサインにうなずきました」「内角のカーブ、鋭い球です」といった調子であったという。そして電信システムが不調で何も送られてこず、その後の試合展開が分からない場合は、ホームプレートでの喧嘩、突然の大雨、イナゴの大群などプレーが中断する理由を考えて並べ、間を持たしたという。レーガンには、テレタイプが故障して経過が入って来なかった時に、バッターが連続ファウルを打ち続けたかのように実況し、その間6分45秒で、やっと復旧した時には打者は初球を打って凡退していたというウソのような本当の話がある。
やがてスタジアムの記者席の一角にマイクを置いて試合を直接観戦しながら実況するようになったが、その時分には各アナウンサーの個性としてスタジオからの空想に基づいた大袈裟な表現が一般化して、その途方もない空想が同じ記者席にいる横の新聞記者を悩ますことにもなった。有名な野球記者だったリング・ラードナーは後に「いったいどちらを書けばいいのか。自分の目で見た試合なのか。それとも今日自分の横にいて実況するグラハム・マクナミーが放送した試合なのか。」と悩んだと述懐している。やがて野球界初の名アナウンサーとしてレッド・バーバーが登場する。
そしてコミッショナーはこの野球中継の放送権料を取ってこれをプールして選手に分配することとして、やがてこれが今日のテレビ放映権料に繋がり球団の収入を支える重要な財源となった。

### 記録
- 8月19日、タイ・カッブが史上4人目の3000安打を達成。

### 規則の改訂
- 前年からスピット・ボールは原則禁止されたが、例外規定を設けてナショナルリーグで8人、アメリカンリーグで9人の投手が、現役終了までスピットボールを使うことを認められた。

## 最終成績

### レギュラーシーズン
| 順 | チーム                           | 勝利 | 敗戦 | 勝率 | G差  |
| -- | -------------------------------- | ---- | ---- | ---- | ---- |
| 1  | ニューヨーク・ヤンキース         | 98   | 55   | .641 | --   |
| 2  | クリーブランド・インディアンス   | 94   | 60   | .610 | 4.5  |
| 3  | セントルイス・ブラウンズ         | 81   | 73   | .526 | 17.5 |
| 4  | ワシントン・セネタース           | 80   | 73   | .523 | 18.0 |
| 5  | ボストン・レッドソックス         | 75   | 79   | .487 | 23.5 |
| 6  | デトロイト・タイガース           | 71   | 82   | .464 | 27.0 |
| 7  | シカゴ・ホワイトソックス         | 62   | 92   | .403 | 36.5 |
| 8  | フィラデルフィア・アスレチックス | 53   | 100  | .346 | 45.0 |

| 順 | チーム                       | 勝利 | 敗戦 | 勝率 | G差  |
| -- | ---------------------------- | ---- | ---- | ---- | ---- |
| 1  | ニューヨーク・ジャイアンツ   | 94   | 59   | .614 | --   |
| 2  | ピッツバーグ・パイレーツ     | 90   | 63   | .588 | 4.0  |
| 3  | セントルイス・カージナルス   | 87   | 66   | .569 | 7.0  |
| 4  | ボストン・ブレーブス         | 79   | 74   | .516 | 15.0 |
| 5  | ブルックリン・ロビンス       | 77   | 75   | .507 | 16.5 |
| 6  | シンシナティ・レッズ         | 70   | 83   | .458 | 24.0 |
| 7  | シカゴ・カブス               | 64   | 89   | .418 | 30.0 |
| 8  | フィラデルフィア・フィリーズ | 51   | 103  | .331 | 43.5 |

### ワールドシリーズ
- ジャイアンツ 5 - 3 ヤンキース

| 10/ 5 – | ヤンキース   | 3 | - | 0  |  | ジャイアンツ |
| 10/ 6 – | ジャイアンツ | 0 | - | 3  |  | ヤンキース   |
| 10/ 7 – | ヤンキース   | 5 | - | 13 |  | ジャイアンツ |
| 10/ 9 – | ジャイアンツ | 4 | - | 2  |  | ヤンキース   |
| 10/10 – | ヤンキース   | 3 | - | 1  |  | ジャイアンツ |
| 10/11 – | ジャイアンツ | 8 | - | 0  |  | ヤンキース   |
| 10/12 – | ヤンキース   | 1 | - | 2  |  | ジャイアンツ |
| 10/13 – | ジャイアンツ | 1 | - | 0  |  | ヤンキース   |

## 個人タイトル

### アメリカンリーグ
| 項目   | 選手                     | 記録 |
| ------ | ------------------------ | ---- |
| 打率   | ハリー・ハイルマン (DET) | .394 |
| 本塁打 | ベーブ・ルース (NYY)     | 59   |
| 打点   | ベーブ・ルース (NYY)     | 171  |
| 得点   | ベーブ・ルース (NYY)     | 177  |
| 安打   | ハリー・ハイルマン (DET) | 237  |
| 盗塁   | ジョージ・シスラー (SLA) | 35   |

| 項目   | 選手                         | 記録 |
| ------ | ---------------------------- | ---- |
| 勝利   | カール・メイズ (NYY)         | 27   |
| 勝利   | アーバン・ショッカー (SLA)   | 27   |
| 敗戦   | エディ・ロンメル (PHA)       | 23   |
| 防御率 | レッド・フェイバー (CWS)     | 2.48 |
| 奪三振 | ウォルター・ジョンソン (WS1) | 143  |
| 投球回 | カール・メイズ (NYY)         | 336⅔ |
| セーブ | カール・メイズ (NYY)         | 7    |
| セーブ | ジム・ミドルトン (DET)       | 7    |

### ナショナルリーグ
| 項目   | 選手                           | 記録 |
| ------ | ------------------------------ | ---- |
| 打率   | ロジャース・ホーンスビー (STL) | .397 |
| 本塁打 | ジョージ・ケリー (NYG)         | 23   |
| 打点   | ロジャース・ホーンスビー (STL) | 126  |
| 得点   | ロジャース・ホーンスビー (STL) | 131  |
| 安打   | ロジャース・ホーンスビー (STL) | 235  |
| 盗塁   | フランキー・フリッシュ (NYG)   | 49   |

| 項目   | 選手                       | 記録 |
| ------ | -------------------------- | ---- |
| 勝利   | ウィルバー・クーパー (PIT) | 22   |
| 勝利   | バーリー・グライムス (BRO) | 22   |
| 敗戦   | ジョージ・スミス (PHI)     | 20   |
| 防御率 | ビル・ドーク (STL)         | 2.59 |
| 奪三振 | バーリー・グライムス (BRO) | 136  |
| 投球回 | ウィルバー・クーパー (PIT) | 327  |
| セーブ | ルー・ノース (STL)         | 7    |